# Vadim Șumski
Vadim Șumski (în rusă Вадим Константинович Шумский; n. 26 februarie 1900, Chișinău, Imperiul Rus – d. 24 aprilie 1956, Timișoara, România) a fost un dirijor și compozitor român.

## Biografie
Născut în 1900 la Chișinău, pe atunci în Imperiul Rus, a studiat între anii 1916-1918 la Conservatorul din Harkov. Pe fundalul evenimentelor revoluționare, s-a întors în Basarabia, care a devenit parte a României. A dirijat la o orchestră militară din Chișinău apoi, în 1922, s-a stabilit la Timișoara, unde a trăit tot restul vieții.
A studiat compoziția sub Sabin Drăgoi, apoi a lucrat ca dirijor de cor, în principal în cadrul unor formații folclorice sârbe. A făcut astfel mai multe turnee prin Iugoslavia. Din 1934 a predat muzică la școala populară pentru țăranii din Banat. În perioada 1944-1947 a fost profesor de muzică la o școală militară din Timișoara, apoi, până la sfârșitul vieții, a fost profesor la Școala de Arte din Timișoara.
Șumski a scris opera Meșterul Manole (indpirată din legenda populară cu același nume), precum și 2 rapsodii românești și una sârbească, un tablou muzical pentru fanfară, dar și numeroase compoziții corale, majoritatea având caracter religios.
Vadim Șumski a decedat în 1956, în Timișoara. Fiul său, Alexandru Șumski, a fost, de asemenea, compozitor.